# هاوت سكس
هاوت سكس (بالإنجليزية: Haut Sex)‏ هو أحد جبال سلسلة جبال الألب شابلايس وجزء من القمة الأم Tour de Don يقع في كانتون فاليز, سويسرا. يبلغ ارتفاع الجبل حوالي 1961 متر، بينما يبلغ ارتفاع نتوء الجبل 155 متر.